# سان بیسنته د آلکانتارا
سان بیسنته د آلکانتارا (به اسپانیایی: San Vicente de Alcántara) یک شهرستان در اسپانیا است که در استان باداخس واقع شده‌است.

## خصوصیات
سان بیسنته د آلکانتارا ۲۷۵ کیلومترمربع مساحت و ۵٬۷۸۸ نفر جمعیت دارد و ۵۰۴ متر بالاتر از سطح دریا واقع شده‌است.